# Šumane
Šumane (em cirílico: Шумане) é uma vila da Sérvia localizada no município de Lebane, pertencente ao distrito de Jablanica, na região de Jablanica. A sua população era de 1395 habitantes segundo o censo de 2002.

## Demografia
| 1948  | 1953  | 1961  | 1971  | 1981  | 1991  | 2002  | 2011  |
| ----- | ----- | ----- | ----- | ----- | ----- | ----- | ----- |
| 1 374 | 1 514 | 1 613 | 1 669 | 1 695 | 1 674 | 1 515 | 1 395 |